# Mediatització i secularització
Mediatització i secularització són dos processos que es van fer servir en els Estats Imperials del Sacre Imperi Romanogermànic entre 1795 i 1814, un període marcat pel final de la Revolució Francesa, el naixement i la desaparició del Primer Imperi Francès i la descomposició del Sacre Imperi Romanogermànic (causada per la victòria de l'Imperi Francès sobre Àustria), que va tenir com a conseqüència la creació i desaparició de la Confederació del Rin.
La mediatizació es produeix amb l'annexió de les terres i la jurisdicció d'un estat sobirà per part d'un altre, sovint mantenint alguns drets (generalment la conservació del títol nobiliari) en els poders mediatitzats.
Amb la secularització es produeix la redistribució a poders seculars dels territoris governats secularment por un representant del poder eclesiàstic, com ara un bisbe, un abat (o abadessa) o per un Gran Mestre.

Europa abans del tractat de Luneville

## Antecedents
Amb el col·lapse de l'Imperi Carolingi i l'ascens del Feudalisme, gran part de l'espai europeu s'havia reduït a un conjunt de petits estats independents. A Alemanya, els successius reis i els emperadors del Sacre Imperi havien atorgat autoritat terrenal a molts bisbats, abadies, ordes religiosos militars i convents, i també havien concedit drets i llibertats a moltes ciutats. A diferència d'Espanya, Anglaterra o França, els prínceps alemanys van ser incapaços d'ajuntar els seus dominis en una monarquia centralitzada, i per tant, amb el pas dels segles, Alemanya va estar composta per no menys de 300 estats independents.

## Reichsdeputationshauptschluss

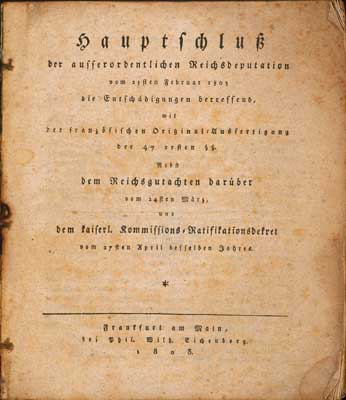
Portada del document de la Reichsdeputationshauptschluss de 1803

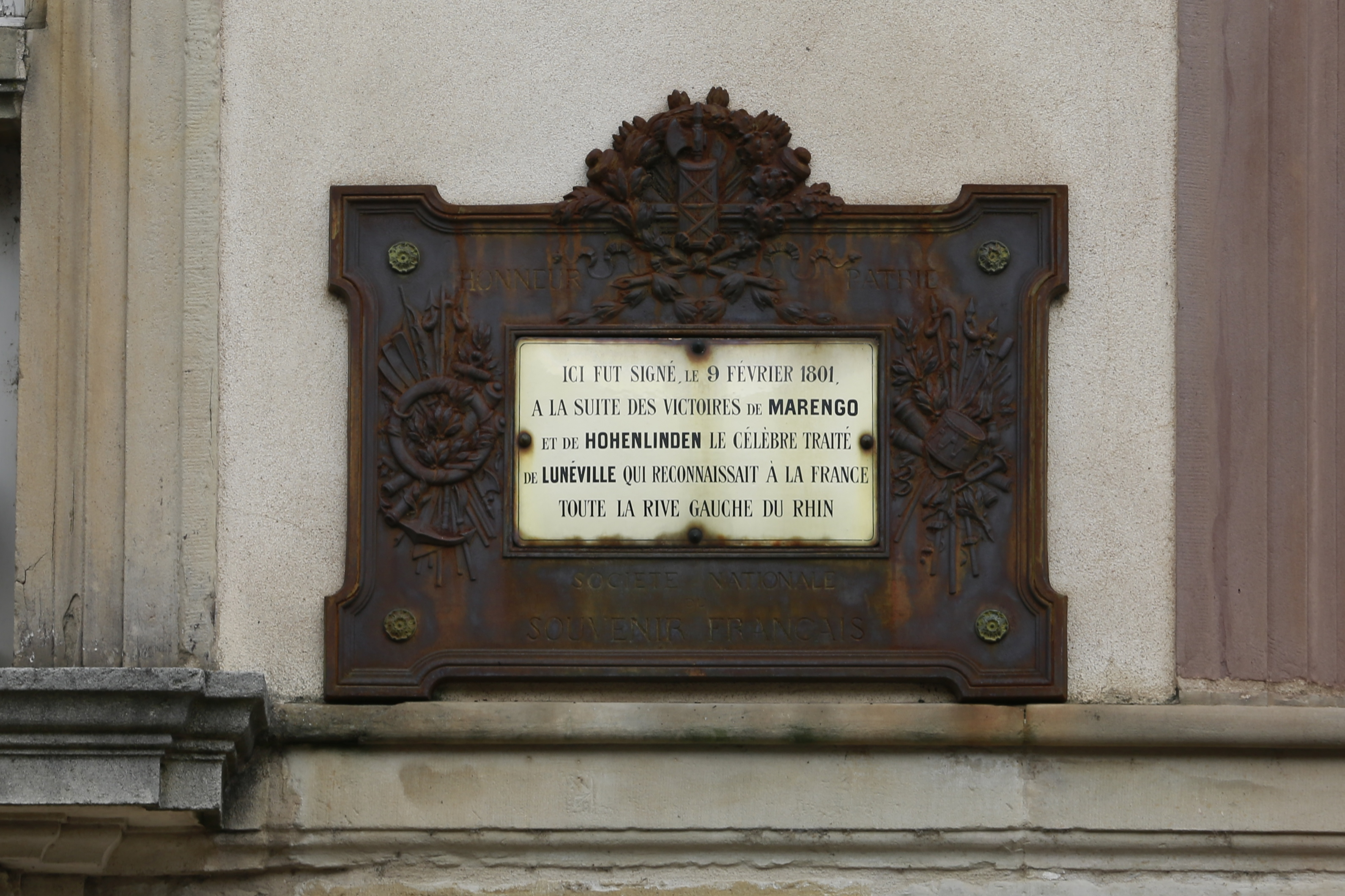
placa commemorativa del tractat de Luneville

La Reichsdeputationshauptschluss (formalment die Hauptschluss der außerordentlichen Reichsdeputation o la "Conclusió Principal de la Delegació Imperial Extraordinària") fou una resolució aprovada el 25 de febrer del 1803 per la Dieta Imperial o Reichstag del Sacre Imperi Romanogermànic. Va ser la darrera llei significativa emesa pel Sacre Imperi abans de la seva dissolució el 1806.
La resolució es basava en un pla acordat el juny de 1802 per França i Rússia. Ampliant els principis esbossats en el Tractat de Lunéville del 1801, la llei establia una gran redistribució de la sobirania territorial dins el Sacre Imperi, per a compensar els nombrosos senyors que havien perdut les seves possessions en ser annexionats per França, a conseqüència de les Guerres Revolucionàries Franceses, els territoris del Sacre Imperi a l'oest del Rin.
La Reichsdeputationshauptschluss fou unànimement ratificada per la Dieta Imperial el març del 1803 i aprovada per l'emperador Francesc II al mes següent. No obstant, l'emperador, catòlic, va fer una reserva formal en relació al repartiment dels vots dins la Dieta Imperial, ja que l'equilibri entre estats catòlics i protestants dins el Sacre Imperi havia estat fortament desplaçat cap als segons, en secularitzar-se els principats eclesiàstics de la Dieta.
La redistribució de la sobirania territorial va ser fruit de la combinació d'ambdós processos: la secularització dels principats eclesiàstics i la mediatització de nombrosos i petits principats seculars.

## Secularització
A partir del restabliment del Sacre Imperi Romangermànic pels emperadors de la dinastia saxona i sàlica, els segles x i xi, el sistema feudal havia convertit Alemanya i el nord d'Itàlia en una vasta xarxa de petitíssims estats, cadascun amb els seus propis privilegis específics, títols nobiliaris i autonomia. Els successius emperadors i nobles van concedir a molts titulars de bisbats, abadies i convents unes terres (amb els corresponents títols nobiliaris associats —tals com príncep, duc o comte—), no lligats a l'herència de la sang, sinó associats als territoris, per ajudar en l'administració d'Alemanya davant la creixent descentralització i l'autonomia local que seguir a l'ascens del feudalisme.
El nomenament personal de bisbes i càrrecs eclesiàstics per part dels emperadors del Sacre Imperi i l'oposició del Papat a aquestes pràctiques va produir l'anomenada Querella de les Investidures, que va finalitzar amb la prohibició de donar als bisbes responsabilitats administratives. Bisbes, priors, abats i abadesses dirigien els seus regnes més com senyors temporals que com a senyors espirituals. La corrupció endèmica i la decadència d'aquests càrrecs eclesiàstics van portar la Reforma Protestant. La Contrareforma va restablir la rellevància dels prínceps-bisbes, però en acabar la Guerra dels Trenta Anys i arribar al Pau de Westfàlia el 1648, la nova normativa marcava que els habitants d'un estat havien de professar la religió del mandatari, i això va deixar els prínceps-bisbes altre cop obsolets, per tant molts d'aquests estats es van secularitzar. Com a exemple paradigmàtic, el bisbat de Bremen, que va esdevenir ducat en triomfar a les seves terres el Luteranisme amb l'ocupació sueca).

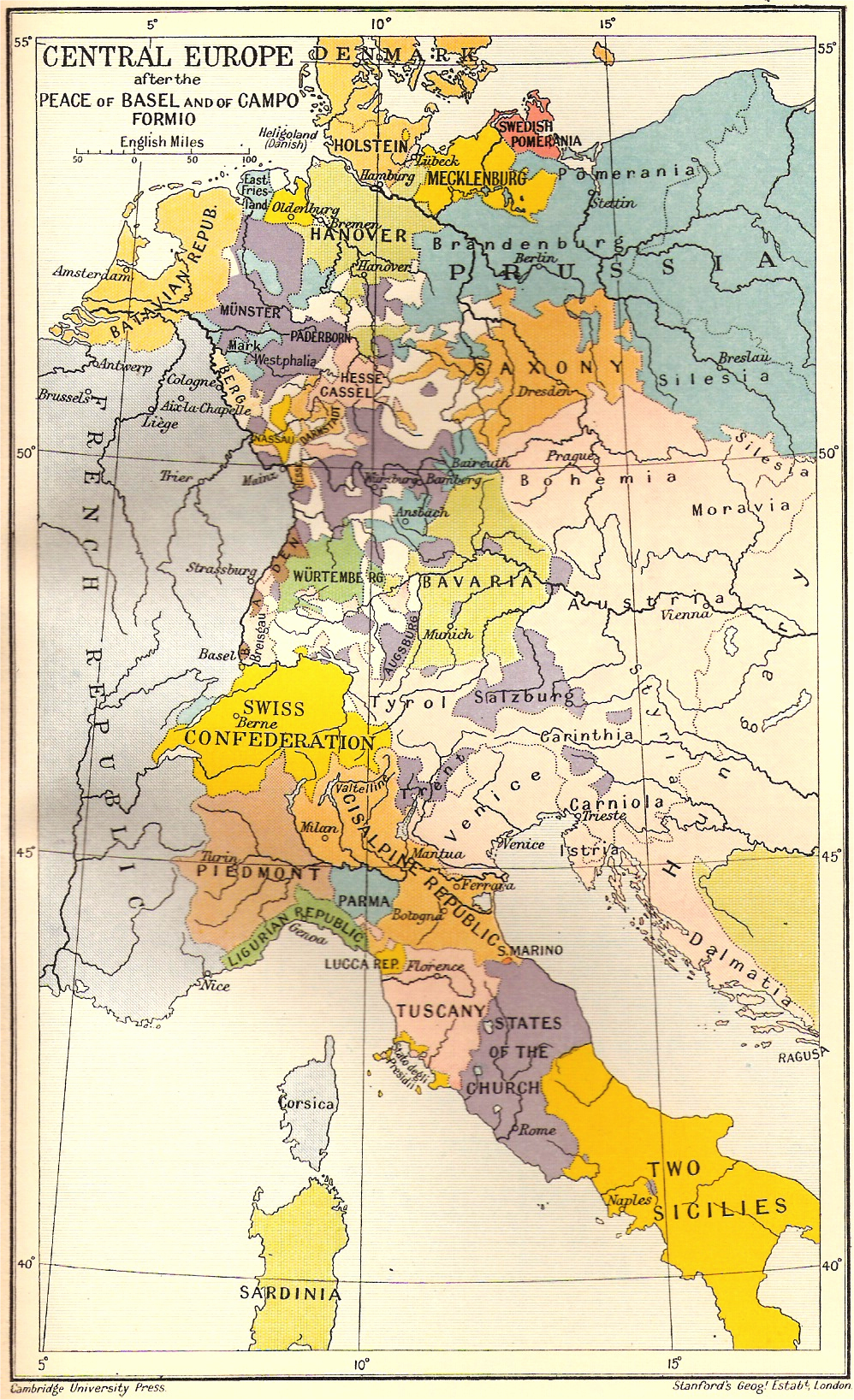
Europa redistribuïda amb el tractat de Campo Formio

El 1797, Napoleó Bonaparte havia derrotat les forces armades del Sacre Imperi, i pel Tractat de Campo Formio va annexionar a França tots els territoris del Sacre Imperi Romangermànic situats a l'oest del riu Rin. L'emperador del Sacre Imperi es va veure en l'obligació de compensar els senyors que, per causa del tractat amb la victoriosa França revolucionària, s'havien quedat sense estats, atorgant-los nous estats. Els únics territoris disponibles eren els que fins aleshores havien estat a càrrec de prínceps-bisbes i altres autoritats religioses del Sacre Imperi.
Els estats eclesiàstics foren repartits entre els principats seculars veïns. Només en van sobreviure tres com estats no seculars: l'arquebisbat de Ratisbona, que anteriorment tan sols era un bisbat i al qual se li va incorporar l'arquebisbat de Magúncia i les terres de l'Orde Teutònic i l'Orde de Malta. També cal notar que l'antic Arquebisbat de Salzburg fou secularitzat incrementant els seus territoris i elevant l'estatus a ducat elector.
Monestirs i abadies van perdre el seu mitjà de subsistència en perdre els territoris dels quals depenien per a obtenir rendes i conreus. Molts van ser abandonats i llurs tresors artístics, biblioteques, edificis, etc. subhastats o destruïts, i els monjos reagrupats o expulsats.

### Estats secularitzats: bisbats i arquebisbats
- Bisbat d'Augsburg, Augsburg, a Baviera.
- Bisbat de Bamberg, Bamberg, a Baviera.
- Bisbat de Basilea, Basilea, a Suïssa.
- Bisbat de Bressanone, Bressanone (Brixen-Bressanone), a Itàlia.
- Bisbat de Chur, Coira, a Suïssa.
- Arquebisbat de Colònia, Colònia, a Renània del Nord-Westfàlia.
- Bisbat de Constança, Constança, a Baden-Württemberg.
- Bisbat d'Eichstätt, Eichstätt, a Baviera.
- Bisbat d'Espira, Espira, a Renània-Palatinat.
- Bisbat d'Estrasburg, Estrasburg, a França.
- Bisbat de Freising, Freising, a Baviera.
- Bisbat de Hildesheim, Hildesheim, a la Baixa Saxònia.
- Bisbat de Lieja, Lieja, a Bèlgica.
- Bisbat de Lübeck, Lübeck, a Slesvig-Holstein, Alemanya.
- Arquebisbat de Magúncia, Magúncia, a Renània-Palatinat.
- Bisbat de Münster, Münster, a Renània del Nord-Westfàlia.
- Principat-Bisbat d'Osnabrück, Osnabrück, a la Baixa Saxònia.
- Bisbat de Paderborn, Paderborn, a Renània del Nord-Westfàlia.
- Bisbat de Passau, Passau, a Baviera.
- Bisbat de Ratisbona, Ratisbona, a Baviera.
- Arquebisbat de Salzburg, Salzburg, a Àustria.
- Bisbat de Sion, Sion, a Suïssa.
- Bisbat de Trento, Trento, a Itàlia.
- Arquebisbat de Trèveris, Trèveris, a Renània-Palatinat.
- Bisbat de Worms, Worms, a Renània-Palatinat.
- Bisbat de Würzburg, Würzburg, a Baviera.

### Estats secularitzats: abadies, convents i prebosts
- Abadia de Baindt, Baindt, a Baden-Württemberg.
- Prebost de Berchtesgaden, Berchtesgaden, a Baviera.
- Monestir de Beuron, Beuron, a Baden-Württemberg.
- Abadia de Buchau, Bad Buchau, a Baden-Württemberg.
- Abadia de Burtscheid, Burtscheid, avui integrat a Aachen, a Renània del Nord-Westfàlia.
- Cartoixa de Buxheim, Buxheim, a Baviera.
- Abadia de Comburg, Schwäbisch Hall, a Baden-Württemberg.
- Abadia de Corvey, Höxter, a Renània del Nord-Westfàlia.
- Abadia de Disentis, Disentis/Muster, a Suïssa.
- Abadia d'Echternach, Echternach, a Luxemburg.
- Abadia d'Einsiedeln, Einsiedeln, a Suïssa.
- Abadia d'Elchingen, Elchingen, a Baviera.
- Abadia d'Ellwangen, Ellwangen, a Baden-Württemberg.
- Abadia d'Essen, Essen, en Renània del Nord-Westfàlia.
- Abadia de Frauenchiemsee, a l'illa de Frauenchiemsee del llac Chiemsee, a Baviera.
- Abadia de Fürstenfeld, Fürstenfeldbruck, a Baviera.
- Abadia de Fulda, Fulda, a Hesse.
- Abadia de Gandersheim, Bad Gandersheim, a la Baixa Saxònia.
- Abadia de Gutenzell, Gutenzell-Hürbel, a Baden-Württemberg.
- Abadia de Gengenbach, Gengenbach, a Baden-Württemberg.
- Abadia de Heggbach, Maselheim, a Baden-Württemberg.
- Abadia de Heiligkreuzthal, a Heiligkreuztal (Altheim), a Baden-Württemberg.
- Abadia de Helmarshausen, a Helmarshausen (Bad Karlshafen), a Hesse.
- Abadia de Herford, Herford, a Renània del Nord-Westfàlia.
- Abadia d'Irsee, Irsee, a Baviera.
- Abadia de Kaisheim, Kaisheim, a Baviera.
- Abadia de Kempten, Kempten im Allgäu, a Baviera.
- Abadia de Kornelimünster, Kornelimünster,avui integrada a Aachen, a Renània del Nord-Westfàlia.
- Abadia de Kreuzlingen, Kreuzlingen, a Suïssa.
- Abadia de Lindau, a l'illa de Lindau del llac de Constança, a Baviera.
- Abadia de Marchtal, Obermarchtal, a Baden-Württemberg.
- Abadia de Marmoutier (o de Maursmünster), Marmoutier (Alsàcia), a França.
- Abadia de Michaelsberg, Siegburg, a Renània del Nord-Westfàlia.
- Abadia de Murbach, Guebwiller (Alsàcia), a França.
- Abadia de Muri, Muri, a Suïssa.
- Abadia de Neresheim, Neresheim, a Baden-Württemberg.
- Abadia de Niedermünster-en-Ratisbona, Ratisbona, a Baviera.
- Abadia de Obermünster-en-Ratisbona, Ratisbona, a Baviera.
- Abadia de Oberschönenfeld, Gessertshausen, a Baviera.
- Abadia de Ochsenhausen, Ochsenhausen, a Baden-Württemberg.
- Abadia de Odenheim, Odenheim, a Baden-Württemberg.
- Abadia de Ottobeuren, Ottobeuren, a Baviera.
- Abadia de Petershausen, Petershausen, avui integrat en Constança, a Baden-Württemberg.
- Abadia de Prüfening, Ratisbona, a Baviera.
- Abadia de Prüm, Prüm, a Renània-Palatinat.
- Abadia de Quedlinburg, Quedlinburg, a Saxònia-Anhalt, Alemanya.
- Abadia de Reichenau, en l'illa de Reichenau del llac de Constança, a Baden-Württemberg.
- Abadia de Roggenburg, Roggenburg, a Baviera.
- Abadia de Rot, Rot an der Rot, a Baviera.
- Abadia de Rottenmünster, Rottweil, a Baden-Württemberg.
- Capítol catedralici de St. Bartholomäus, Frankfurt del Main, a Hesse.
- Abadia de Sant Blasien de la Selva Negra, Sankt Blasien, a Baden-Wrütemberg.
- Abadia de Sant Emmeram, Ratisbona, a Baviera.
- Abadia de Sankt Gallen, Sankt Gallen, a Suïssa.
- Abadia de Sant Jordi, Isny im Allgäu, a Baden-Württemberg.
- Abadia de Sant Lüdiger, Helmstedt, a la Baixa Saxònia.
- Abadia de Sant Maximí de Trèveris, a Renània-Palatinat.
- Abadia de Sant Pere a la Selva Negra, Sankt Peter auf dem Schwarzwald, a Baden-Württemberg.
- Abadia de San Ulric i Santa Afra, Augsburg, a Baviera.
- Abadia de Salem, Salem, a Baden-Württemberg.
- Abadia de Schöntal, Schöntal, a Baden-Württemberg.
- Abadia de Schussenried, Bad Schussenried, a Baden-Württemberg.
- Abadia de Schuttern, Schuttern, a Baden-Württemberg.
- Abadia de Söflingen, Ulm, a Baden-Württemberg.
- Abadies bessones de Stavelot-Malmedy, a Stavelot i Malmedy, Bèlgica.
- Abadia de Thorn, Thorn, a Holanda.
- Abadia de Ursberg, Günzburg, a Baviera.
- Abadia de Waldsassen, Waldsassen, a Baviera.
- Abadia de Weingarten, Weingarten, a Baden-Württemberg.
- Abadia de Weissenau, Ravensburg, a Baden-Württemberg.
- Abadia de Wissemburg, Wissemburg (Alsàcia), a França.
- Abadia de Werden, Werden districte pertanyent a Essen, a Renània del Nord-Westfàlia.
- Abadia de Wettenhausen, Kammeltal, a Baviera.
- Abadia de Wiblingen, Ulm, a Baden-Württemberg.
- Abadia de Zwiefalten, Zwiefalten, a Baden-Württemberg.

## Mediatització

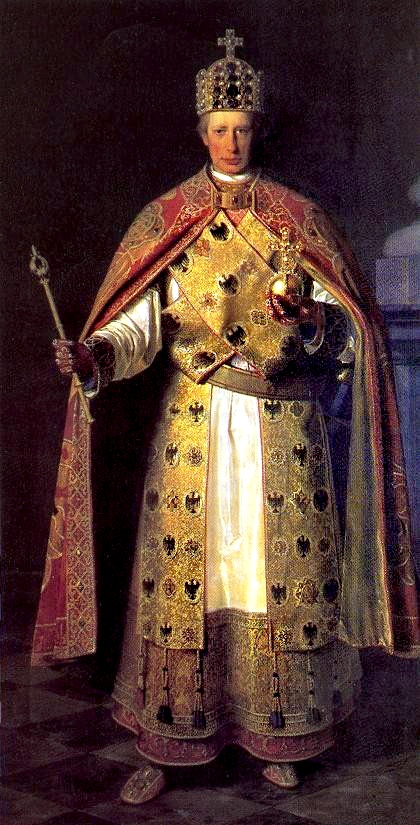
Francesc II, darrer emperador del Sacre Emperador Romangermànic.

Tot i que el nombre d'estats alemanys havia minvat significativament després de la Guerra dels Trenta Anys, al començament de l'Era Napoleònica encara quedaven 290 estats sobirans. La derrota de la Primera Coalició va tenir com a conseqüència la secularització dels estats eclesiàstics i l'annexió a França de tots els territoris a l'oest del Rin. El 1803, la majoria de les Ciutats Imperials Lliures també van ser mediatitzades. El 12 de juny del 1806, Napoleó va establir la Confederació del Rin perquè, com aliada de l'Imperi Napoleònic, ajudés a assegurar la frontera oriental de França. El 6 d'agost del 1806, l'emperador Francesc II va declarar abolit el Sacre Imperi Romangermànic. Per tal d'obtenir el suport dels estats alemanys més poderosos, va anunciar que tots els estats que s'unissin a la nova Confederació, podrien mediatitzar els estats veïns.
Després de la batalla de Waterloo i de l'exili de Napoleó a l'Santa Elena, les Grans Potències van convocar el Congrés de Viena per restablir les antigues fronteres d'Europa. Es va decidir que les monarquies mediatitzades, les ciutats imperials lliures i els estats secularitzats no serien restaurats, però a canvi els títols nobiliaris mantindrien estatus idèntics al de les monarquies regnants i, a més, podrien rebre compensacions per les possessions perdudes. No obstant, molts dels monarques mediatitzats mai van rebre la compensació perquè es va deixar a voluntat de les monarquies regnants l'execució del pagament, sense que hi hagués una autoritat que imposés el compliment del pacte.
La Mediatització va transferir la sobirania dels petits estats seculars cap als seus veïns més grans i poderosos. Nombrosos principats i les Ciutats Imperials Lliures, llevat d'unes poques també foren annexionades pels seus veïns.

### Estats mediatitzats
- Abensberg-Traun: comte d'Abensberg-Traun
- Anhalt-Bernburg-Schaumburg-Hoym: príncep d'Anhalt-Bernburg-Hoym (1806);
- Arenberg: príncep d'Arenberg (1810);
- Aspremont-Lynden: comte d'Aspremont-Lynden (1806);
- Auersperg: príncep d'Auersperg (1806); príncep d'Auersperg-Schönfeldscher (1806); príncep d'Auersperg-Zweig (1806);
- Bentheim: comte de Bentheim-Bentheim i Bentheim-Steinfurt (1806); comte de Bentheim-Tecklenburg-Rheda 1808
- Bentinck: comte de Knyphausen; senyor de Lütetsberg
- Bömelberg: baró de Bömelberg (1806);
- Bretzenheim: príncep de Bretzenheim 1803 - 1804
- Castell: comte de Castell-Castell (1806); comte de Castell-Rüdenhausen (1806);
- Colloredo: príncep de Colloredo-Mannsfeld (1806);
- Croÿ: príncep de Croy-Dulmen (1806); duc de Croy-Solre (1806);
- Dietrichstein: príncep de Dietrichstein (1806);
- Erbach: comte d'Erbach-Fürstenau (1806); comte d'Erbach-Erbach (1806); príncep d'Erbach-Schönberg (1806);
- Esterházy von Galántha: príncep d'Esterházy (1806);
- Fürstenberg: príncep de Fürstenberg-Pürglitz (1806); comte de Fürstenberg-Taikowitz (1806); comte de Fürstenberg-Weitra (1806);
- Fugger: príncep de Fugger-Babenberg (1806); comte de Fugger-Kirchberg-Weissenhorn (1806); comte de Fugger-Glött (1806); comte de Fugger-Kirchheim (1806); comte de Fugger-Nordendorf (1806);
- Giech: comte de Giech (1806);
- Harrach: comte de Harrach (1806);
- Hesse: príncep elector de Hesse-Kassel 1807; landgrave de Hesse-Homburg (1806);
- Hohenlohe: príncep de Hohenlohe-Bartenstein (1806); príncep de Hohenlohe-Ingelfingen (1806); príncep de Hohenlohe-Jagstberg (1806); comte de Hohenlohe-Kirchberg (1806); príncep de Hohenlohe-Langenburg (1806); comte de Hohenlohe-Waldenburg-Schillingsfürst (1806);
- Isenburg: príncep d'Isenburg 1814; comte d'Isenburg-Büdingen (1806); comte d'Isenburg-Meerholz (1806); comte d'Isenburg-Philippseich (1806); comte d'Isenburg-Wächtersbach (1806);
- Kaunitz-Rietberg: príncep de Kaunitz-Rietberg (1806);
- Khevenhüller-Metsch: príncep de Khevenhüller-Metsch (1806);
- Königsegg-Aulendorf: comte de Königsegg-Aulendorf (1806);
- Kuefstein: comte de Kuefstein (1806);
- Leiningen: comte de Leiningen-Billigheim (1806); príncep de Leiningen-Hartenburg (1806); comte de Leiningen-Neudenau (1806);
- Leyen: príncep de Leyen 1814
- Ligne: príncep de Ligné abans de 1806
- Limburg-Styrum: comte de Limburg-Styrum (1806); comte de Limburg-Styrum-Borkelö (1806); comte de Limburg-Styrum-Bronchhorst (1806);
- Lobkowicz: príncep de Lobkowicz (1806);
- Löwenstein-Wertheim: comte de Löwenstein-Wertheim-Freudenberg (1806); príncep de Löwenstein-Wertheim-Rosenberg (1806);
- Looz und Corswarem: Duc de Looz-Corswarem (1806);
- Metternich: príncep de Metternich (1806);
- Neipperg: comte de Neipperg (1806);
- Nesselrode: comte de Nesselrode (1806);
- Nostitz: comte de Nostitz (1806); comte de Thürmitz (1806); comte de Tschochau (1806);
- Orsini y Rosenberg: príncep d'Orsini y Rosenberg (1806);
- Ortenburg: comte d'Ortenburg-Neuortenburg (1806);
- Ostein: comte d'Ostein (1806);
- Öttingen: príncep d'Öttingen-Spielberg (1806); príncep d'Öttingen-Wallerstein (1806);
- Pappenheim: comte de Pappenheim (1806);
- Platen-Hallermund: comte de Platen-Hallermund (1806);
- Plettenberg: comte de Plettenberg-Wittem (1806);
- Pückler-Limpurg: comte de Pückler (1806);
- Quadt: comte de Quadt-Isny (1806);
- Rechberg: comte de Rechberg y Rothenlöwen (1806);
- Rechteren-Limpurg: comte de Rechteren (1806);
- Salm: Wild, Ringrave de Salm-Horstmar 1813; príncep de Salm-Kyrburg 1813; comte de Salm-Reifferscheid-Dyck (1806); comte de Salm-Reifferscheid-Hainsbach (1806); príncep de Salm-Reifferscheid-Krautheim (1806); príncep de Salm-Reifferscheid-Raitz 1811; príncep de Salm-Salm 1813
- Sayn-Wittgenstein: príncep de Sayn-Wittgenstein-Berleburg (1806); comte de Sayn-Wittgenstein-Karlsburg (1806); comte de Sayn-Wittgenstein-Ludwigsburg (1806); príncep de Sayn-Wittgenstein-Hohenstein (1806);
- Schäsberg: comte de Schäsberg-Thannheim (1806);
- Schlitz gennant von Görtz: comte de Görtz (1806);
- Schönborn: comte de Schönborn-Wiesentheid (1806);
- Schönburg: comte de Schönburg-Glauchau (1806); príncep de Schönburg-Hartenstein (1806); príncep de Schönburg-Waldenburg (1806);
- Schwarzenberg: príncep de Klingenberg (1806); duc de Krumau (1806);
- Solms: comte de Solms-Baruth (1806); príncep de Solms-Braunfels (1806); príncep de Solms-Hohensolms-Lich (1806); comte de Solms-Laubach (1806); comte de Solms-Rödelheim-Assenheim (1806); comte de Solms-Rödelheim i Assenheim (1806); comte de Solms-Wildenfels (1806);
- Stadion: comte de Stadion-Thannhausen (1806); comte de Stadion-Warthausen (1806);
- Starhemberg: príncep de Starhemberg (1806);
- Sternberg-Manderscheid: comte i comtessa de Sternberg-Manderscheid (1806);
- Stolberg: comte de Stolberg-Rossla (1806); comte de Stolberg-Stolberg 1815; comte de Stolberg-Wernigerode 1809
- Thurn und Taxis: príncep de Thurn i Taxis (1806);
- Törring Gutenzell: comte de Törring-Jettenbach (1806);
- Trauttmansdorff-Weinsberg: príncep de Trauttmansdorff (1806);
- Waldbott von Bassenheim: comte de Waldbott von Bassenheim (1806);
- Waldburg: príncep de Waldburg-Waldsee (1806); príncep de Waldburg-Wurzach (1806); príncep de Waldburg-Zeil (1806);
- Waldeck: comte i comtessa de Waldeck-Bergheim (1806); príncep de Waldeck-Pyrmont (1806); (restablert pel Congrés de Viena)
- Wallmoden-Gimborn: comte de Wallmoden (1806);
- Wartenberg: comte de Wartenberg (1806);
- Wied: príncep de Wied-Neuwied (1806); príncep de Wied-Runkel (1806);
- Windisch-Grätz: príncep de Windisch-Grätz-el Vell 1806; príncep de Windisch-Grätz-el Jove 1806
- Wurmbrand-Stuppach: comte de Wurmbrand-Stuppach (1806);

Com que les mediatitzacions dels Casals d'Abensberg-Traun, Anhalt-Bernburg-Schaumburg-Hoym, Aspremont-Lynden, Bentinck, Bömelberg, Bretzenheim, Ligné, Limburg-Styrum, Nesselrode, Nostitz, Ostein i Wartenberg van passar abans de la creació de la Confederació del Rin, no es compten oficialment entre les monarquies mediatitzades en aquest període. Hesse-Homburg mai va ser considerat sobirà pel Landgraviat de Hesse-Darmstadt, sinó com a feudatari seu, per tant no va ser tècnicament mediatitzat pel Langraviat. Hesse-Kassel va ser annexionada pel Regne de Westfàlia, però després va recuperar la seva sobirania.

### Ciutats Imperials Lliures abolides
- Aalen, a Baden-Württemberg.
- Aquisgrà, a Renània del Nord-Westfàlia.
- Augsburg, a Baviera.
- Biberach, a Baden-Württemberg.
- Bopfingen, a Baden-Württemberg.
- Buchau, a Baden-Württemberg.
- Buchhorn (1811), a Baden-Württemberg.
- Colònia, a Renània del Nord-Westfàlia.
- Dinkelsbühl, a Baviera.
- Dortmund, a Renània del Nord-Westfàlia.
- Spira, a Renània-Palatinado.
- Esslingen am Neckar, a Baden-Württemberg.
- Frankfurt del Main, a Hesse.
- Friedberg, a Hesse.
- Gengenbach, a Baden-Württemberg.
- Giengen, a Baden-Württemberg.
- Goslar, a la Baixa Saxònia.
- Heilbronn, a Baden-Württemberg.
- Isny im Allgäu, a Baden-Württemberg.
- Kaufbeuren, a Baviera.
- Kempten, a Baviera.
- Leutkirch im Allgäu, a Baden-Württemberg.
- Lindau, a Baviera.
- Memmingen, a Baviera.
- Mühlhausen, a Turingia.
- Nordhausen, a Turingia.
- Nördlingen, a Baviera.
- Núremberg, a Baviera.
- Offenburg, a Baden-Württemberg.
- Pfullendorf, a Baden-Württemberg.
- Ratisbona, a Baviera.
- Ravensburg, a Baden-Württemberg.
- Reutlingen, a Baden-Württemberg.
- Rothenburg ob der Tauber, a Baviera
- Rottweil, a Baden-Württemberg.
- Schwäbisch Gmünd, a Baden-Württemberg.
- Schwäbisch Hall, a Baden-Württemberg.
- Schweinfurt, a Baviera.
- Überlingen, a Baden-Württemberg.
- Ulm, a Baden-Württemberg.
- Wangen im Allgäu, a Baden-Württemberg.
- Weil der Stadt, a Baden-Württemberg.
- Weissenburg de Baviera (Weißenburg in Bayern), a Baviera.
- Wetzlar, a Hesse.
- Wimpfen (Bad Wimpfen), a Baden-Württemberg.
- Windsheim (Bad Windsheim), a Baviera.
- Worms, Renània-Palatinat.
- Zell am Harmersbach, a Baden-Württemberg.

La majoria de les mediatitzacions van passar el 1806, després de la creació de la Confederació del Rin. Les darreres mediatitzacions van ser:
- Arenberg: el ducat d'Arenberg, annexionat per França el 1810 i no es va restablir el 1814 pel Congrés de Viena.
- Isenburg i Leyen: tots dos principats creats el 1806 per Napoleó van ser mediatitzats en el Congrés de Viena (1814).
- Salm: diversos estats de Salm sobrevisqueren fins al 1811 e el 1813.
- Stolberg: Els seus estats van ser annexionats per Prússia el 1815.

També van ser mediatitzats, entre 1806 i 1814, els estats alemanys creats per Napoleó per als seus parents i aliats pròxims. El principat d'Aschaffenburg el 1806, el Gran Ducat de Fràncfort el 1814, el Regne de Westfàlia el 1813 i el Gran Ducat de Wurzburg el 1814, en són exemples.
Les úniques Ciutats Imperials Lliures no abolides el 1803 foren: Augsburg (abolida el 1805), Frankfurt del Main (el 1806), Ratisbona (el 1806) i Lübeck (el 1937). Només Bremen i Hamburg s'han conservat independents d'altres estats alemanys fins a l'actualitat, que són estats federats (Länder) dins la República Federal (Bundesrepublik).